# Apnea (Susanna Parigi)
Apnea è il settimo album della musicista italiana Susanna Parigi, pubblicato in formato CD nel 2014 dalla casa discografica Centotre Edizioni Musicali.

## Il disco
L'album vede la partecipazione di Kaballà come coautore, ed in veste di musicista Ferruccio Spinetti.
L'autrice con l'occasione introduce il concetto ed il "manifesto" di "Apnea artistica", inteso come "Sospensione della cultura, dell'arte, dell'immaginazione", a cui contrapporre un nuovo modo "di pensare la  musica e le arti in genere, allo scopo di ripristinare alcune funzioni vitali di un organismo atrofizzato, di favorire dunque l'immaginazione e non la ripetizione,  semplicemente lavorando giorno per giorno con passione, credendo alla necessità di una ridefinizione dei rapporti e recandosi non solo nei luoghi predisposti, ma ovunque ci sia qualcuno disposto ad ascoltare".

## Tracce
1. Quello che non so – 1:51 (testo: Susanna Parigi – musica: Alessandro Boriani)
2. Donne esoteriche – 3:51 (testo: Susanna Parigi, Kaballà, Michelle Vasseur – musica: Susanna Parigi)
3. Tutte le cose si attaccano addosso – 3:51 (testo: Susanna Parigi – musica: Susanna Parigi)
4. L'uomo che cammina – 3:20 (testo: Susanna Parigi, Kaballà – musica: Susanna Parigi)
5. Che noia – 3:48 (testo: Susanna Parigi, Kaballà – musica: Susanna Parigi)
6. Venivamo tutte dal mare – 3:08 (testo: Susanna Parigi, Kaballà, Alberto Barina – musica: Susanna Parigi)
7. Filtro elettronico – 2:38 (testo: Susanna Parigi, Kaballà – musica: Susanna Parigi)
8. Carica erotica – 2:42 (testo: Susanna Parigi, Kaballà – musica: Susanna Parigi)
9. LIBeRI (liberamente tratto da "Federico García Lorca - Libri e libertà" ) – 3:29 (testo: Susanna Parigi – musica: Susanna Parigi, Mario Zimei)

Durata totale: 28:38

## Formazione
- Susanna Parigi: voce, tastiera, pianoforte
- Matteo Giudici: chitarra
- Nicola Stranieri: percussioni, batteria
- Roberto Fazari: chitarra elettrica, programmazione
- Michele Guaglio: basso
- Aurora Bisanti: violino
- Alessio Nava: trombone
- Ferruccio Spinetti: contrabbasso in "Carica erotica"
- Fabio Di Benedetto: voce recitante in "Quello che non so"

Coro "Les femmes ésotériques":
- Beatrice Burrello
- Patrizia Bolla
- Paola Candeo
- Sabrina Giambalvo
- Chiara Palagi
- Chiara Bugatti